# Marilène van den Broek
Marie-Hélène Angela (Marilène) van den Broek (sinh ngày 4 tháng 2 năm 1970) là vợ của Vương tôn Maurits van Vollenhoven, và từng là thành viên của Triều đình Hoàng gia Hà Lan cho đến khi Thái tử Willem-Alexander lên ngôi vua năm 2013. Tuy nhiên, bà vẫn là một thành viên của Hoàng gia Hà Lan.

## Thiếu thời
Marilène sinh ngày 4 tháng 2 năm 1970 tại thị trấn Dieren ở tỉnh Rheden thuộc Vương quốc Hà Lan. Bà là con gái út của chính trị gia Hà Lan Hans van den Broek và Josee van den Broek-van Schendel. Năm 1988, Marilène tốt nghiệp trung học tại trường Rijnlands Lyceum Wassenaar thuộc thị trấn Wassenaar ở phía tây Hà Lan. Từ năm 1988 đến 1994, bà theo học ngành "Quản trị kinh doanh" tại trường Đại học Groningen, nơi mà chồng của bà là Hoàng tử Maurits cũng từng theo học.

## Công việc
Sau khi tốt nghiệp, Marilène trở thành nhân viên bán lẻ và marketing của công ty Albert Haijn ở Zaandam. Từ năm 2006 đến nay, Công nương Marilène làm việc tại phòng phát triển của bảo tàng Rijksmuseum Amsterdam, một trong những bảo tàng nghệ thuật quốc gia Hà Lan.
Bên cạnh đó, Công nương Marilène còn là thành viên Hội cựu sinh viên Đại học Groningen và nằm trong Ban cố vấn của Nhà từ thiện Ronald McDonald.

## Hôn nhân
Sau 9 năm quen nhau, ngày 29 tháng 5 năm 1998, lễ cưới dân sự giữa Marilène van den Broek và Maurits van Vollenhoven (con trai trưởng của Margriet của Hà Lan và Pieter van Vollenhoven) đã được diễn ra tại Cung điện Het Loo ở thành phố Apeldoorn phía đông nam thủ đô Amsterdam của Hà Lan. Lễ cưới theo nghi thức tôn giáo tại nhà thờ được diễn ra một ngày sau đó. Đây cũng được cho là lần cuối cùng Nữ hoàng Juliana của Hà Lan (bà ngoại của Hoàng tử Maurits) xuất hiện trước công chúng trước khi bà qua đời năm 2004. Sau khi kết hôn, Marilène được ban tước hiệu chính thức là "Công nương Hà Lan" cùng với danh hiệu "Royal Highness". Công nương Marilène trở thành thành viên Hoàng gia Hà Lan đầu tiên theo tín ngưỡng Công giáo. Tuy nhiên, sau khi Thân vương xứ Oranje lên ngôi vua Hà Lan thì bà và chồng đã không còn là thành viên của Triều đình Hoàng gia Hà Lan nữa. Ngoài ra, danh hiệu của bà cũng bị hạ xuống một bậc thành "Highness".
Công nương Marilène và Hoàng tử Maurits có với nhau 3 người con:
- Anastasia Anna Margriet Joséphine van Lippe-Biesterfeld van Vollenhoven, sinh ngày 15 tháng 4 năm 2011 tại Amsterdam.
- Lucas Maurits Pieter Henri van Lippe-Biesterfeld van Vollenhoven, sinh ngày 26 tháng 10 năm 2002 tại Amsterdam.
- Felicia Juliana Bénedicte Barbara van Lippe-Biesterfeld van Vollenhoven, sinh ngày 31 tháng 5 năm 2005 tại Amsterdam.

Theo Sắc lệnh Hoàng gia ban hành ngày 29 tháng 5 năm 1998 thì các con của Hoàng tử Maurits và Công nương Marilène sẽ được mang họ là "van Lippe-Biesterfield van Vollenhoven" nhưng không có tước hiệu đi kèm.

## Tước hiệu
- 29 tháng 5 năm 1998 – 30 tháng 4 năm 2013: Her Royal Highness Marilène van den Broek
- 30 tháng 4 năm 2013 – nay: Her Highness Marilène van den Broek